# Jonas Van Genechten
Jonas Van Genechten (Lobbes, 16 settembre 1986) è un ex ciclista su strada belga, professionista dal 2012 al 2021, in carriera ha vinto una tappa al Tour de Pologne 2014 e una alla Vuelta a España 2016.

## Carriera
Debutta nelle gare Elite nel 2008, con la formazione Continental Groupe Gobert.com.ct: in stagione vince la Hasselt-Spa-Hasselt e si classifica secondo alla Druivenkoers. Nel biennio successivo gareggia con la Verandas Willems, ottenendo il successo alla Zellik-Galmaarden 2009, il secondo posto alla Gooikse Pijl e il terzo al Grote Prijs Stad Zottegem. Nel 2011 veste invece la divisa del team Wallonie Bruxelles-Crédit Agricole, aggiudicandosi la Kattekoers e, tra gli altri risultati, piazzandosi quinto alla Kuurne-Bruxelles-Kuurne.
Debutta da professionista nel 2012 con il team Lotto-Belisol. Dopo essersi classificato terzo al Grand Prix Pino Cerami nell'edizione 2012, si aggiudica la semiclassica vallone nel 2013 e si piazza secondo nell'edizione 2014. Sempre nel 2014 vince una frazione al Tour de Pologne, mettendo così a referto il suo primo trionfo in una gara del World Tour.
Nel 2015 si trasferisce nella squadra svizzera IAM, dove coglie due vittorie in stagione; l'anno successivo continua a correre per la stessa squadra ottenendo il risultato più importante in carriera: vince in volata la settima tappa della Vuelta a España imponendosi sul traguardo di Puebla de Sanabria, precedendo Daniele Bennati e Alejandro Valverde.

## Palmarès
- 2008 (Groupe Gobert.com.ct)

Hasselt-Spa-Hasselt
- 2009 (Verandas Willems)

Zellik-Galmaarden
- 2011 (Wallonie Bruxelles-Crédit Agricole, una vittoria)

Kattekoers
- 2013 (Lotto-Belisol, una vittoria)

Grand Prix Pino Cerami
- 2014 (Lotto-Belisol, tre vittorie)

4ª tappa Tour de Pologne (Tarnów > Katowice)
Druivenkoers
Grand Prix de Fourmies
- 2015 (IAM Cycling, due vittorie)

4ª tappa Tour de Wallonie (Waterloo > Quaregnon)
2ª tappa Eurométropole Tour (Roubaix > Poperinge)
- 2016 (IAM Cycling, una vittoria)

7ª tappa Vuelta a España (Maceda > Puebla de Sanabria)
- 2018 (Vital Concept Cycling Club, una vittoria)

Omloop van het Houtland

### Altri successi
- 2009 (Verandas Willems)

Criterium di Flawinne
- 2014 (Lotto-Belisol)

Gullegem Koerse

## Piazzamenti

### Grandi Giri
- Vuelta a España

2016: 144º
2017: ritirato (7ª tappa)

### Classiche monumento
Milano-Sanremo
2015: 132º
- Giro delle Fiandre

2018: ritirato
2019: 88º
- Parigi-Roubaix

2015: ritirato
2016: 60º
2017: 28º
2018: 83º
2019: fuori tempo massimo
2021: ritirato